# Underground 7
Underground 7 è l'ottavo EP del gruppo musicale statunitense Linkin Park, pubblicato il 5 dicembre 2007 dalla Machine Shop Recordings.

## Descrizione
Settimo EP pubblicato dal fan club ufficiale del gruppo, LP Underground, Underground 7 contiene una selezione di dieci brani eseguiti dal vivo nel corso del Projekt Revolution 2007 e ritenuti dal gruppo come le migliori esibizioni di quell'anno.

## Tracce
1. No More Sorrow (Live) – 5:13
2. What I've Done (Live) – 3:21
3. One Step Closer (Live) – 3:41
4. Given Up (Live) – 3:09
5. Numb (Live) – 3:09
6. Crawling (Live) – 3:47
7. The Little Things Give You Away (Live) – 7:20
8. In the End (Live) – 3:43
9. Bleed It Out (Live) – 7:48
10. Faint (Live) – 4:32

## Formazione
Hanno partecipato alle registrazioni, secondo le note di copertina:
Gruppo
- Chester Bennington – voce
- Rob Bourdon – batteria
- Brad Delson – chitarra solista
- Joe Hahn – giradischi, campionatore
- Phoenix – basso, cori (traccia 7)
- Mike Shinoda – voce, chitarra ritmica (eccetto tracce 5 e 8), tastiera (tracce 2, 5 e 7), chitarra acustica (traccia 7)

Produzione
- Ken "Pooch" Van Druten – registrazione, missaggio
- Dylan Ely – registrazione, missaggio
- Brian "Big Bass" Gardner – mastering